# Canby (Minnesota)
Canby è una città degli Stati Uniti d'America, situata in Minnesota, nella contea di Yellow Medicine.